# Nausicaa (nome)
Nausicaa  è un nome proprio di persona italiano femminile.

## Varianti
- Femminili: Nausica[1]

### Varianti in altre lingue
- Bulgaro: Навзика (Navzika)
- Catalano: Nausica[2]
- Croato: Nausikaja
- Esperanto: Naŭsikaa
- Francese: Nausicaa
- Greco antico: Ναυσικαα (Nausikaa)[3]
- Greco moderno: Ναυσικά (Nausika)
- Inglese: Nausicaa, Nausicaä
- Latino: Nausicaa[3]
- Lituano: Nausikaja
- Olandese: Nausikaä
- Polacco: Nauzykaa
- Portoghese: Nausícaa
- Russo: Навсикая (Navsikaja)
- Serbo: Наусикаја (Nausikaja)
- Spagnolo: Nausica[2], Nausícaa
- Tedesco: Nausikaa
- Ucraino: Навсікая (Navsikaja)
- Ungherese: Nauszikaa

## Origine e diffusione

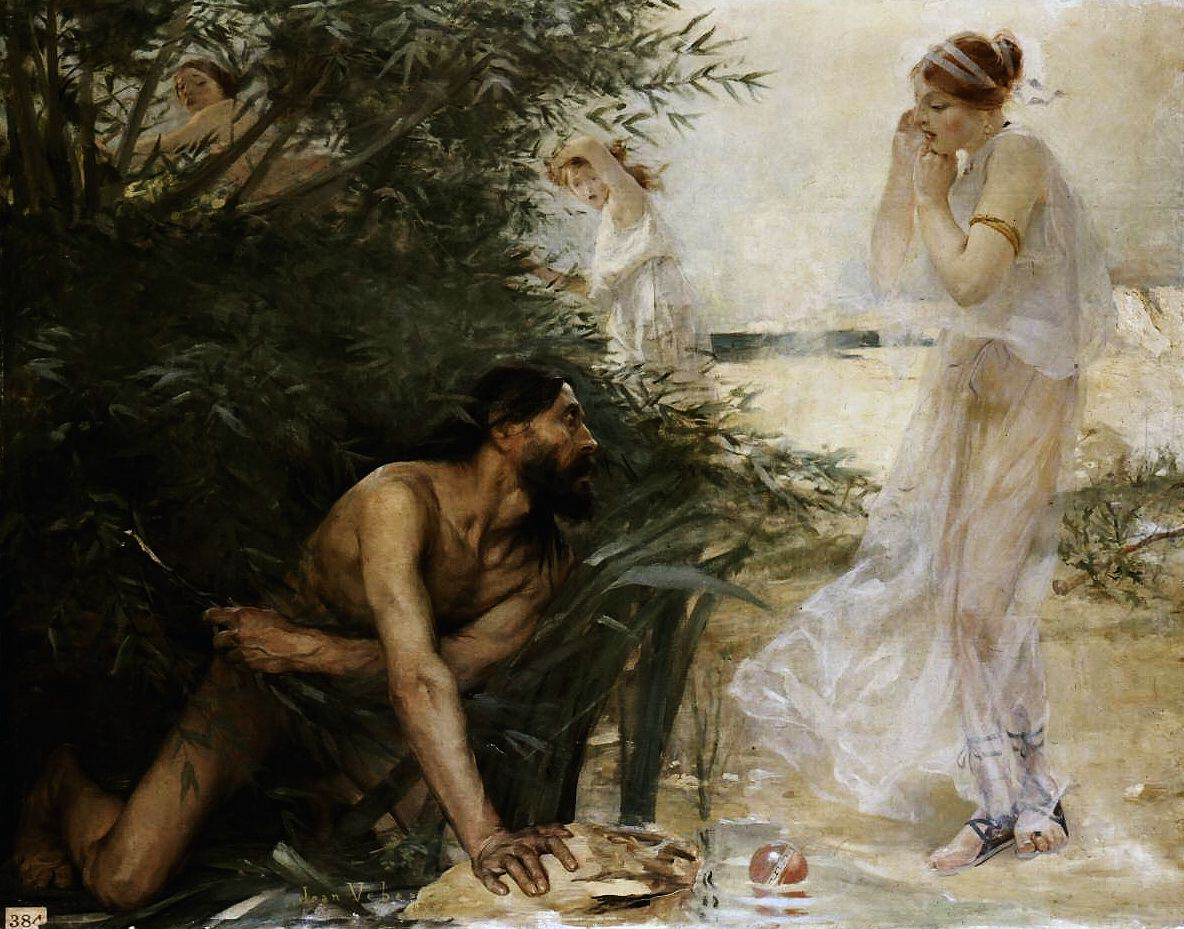
Ulisse e Nausicaa, di Jean Veber

Nome di scarsissima diffusione, che richiama la figura di Nausicaa, la figlia di Alcinoo che Ulisse incontra nell'Odissea. Etimologicamente, il suo nome viene dal greco Ναυσικαα (Nausikaa), basato su ναῦς (naûs, "nave"), combinato secondo alcune fonti con κάω (kao, káō, "bruciare"), con il significato complessivo di "colei che brucia le navi"; secondo altre interpretazioni, il suo nome vuol dire invece "creatura marina".

## Onomastico
Il nome è adespota, non essendo portato da alcuna santa. L'onomastico si può festeggiare eventualmente il 1º novembre, giorno di Ognissanti.

## Persone
- Nausicaa Bonnín, attrice spagnola
- Nausicaa Policicchio, cantante italiana

### Variante Nausika
- Nausika Stauridou, cestista greca

## Il nome nelle arti
- Nausicaä è la protagonista del manga Nausicaä della Valle del vento, e dell'omonimo film da esso tratto, entrambi di Hayao Miyazaki.